# Pathetische Ouverture
De Pathetische Ouverture in c-mineur is een compositie van de Russische componist Nikolaj Mjaskovski. Hij componeerde het in 1947 voor symfonieorkest. Het is opgedragen aan het dertigjarig bestaan van het Rode Leger. De componeerstijl draagt duidelijk Mjaskovski’s signatuur. Het begin is vrij somber, gaat langzamerhand over in muziek van optimistischer aard om in triomf af te sluiten.
Dat was niet voldoende voor de Sovjet-autoriteiten. Men had een pompeus en triomfantelijk stuk muziek verwacht, waarbij van begin tot eind duidelijk zou zijn hoe goed dat leger was. Het sombere begin duidde waarschijnlijk op de aanzienlijke (en veel later onnodig blijkende) verliezen, die dit leger tijdens de Tweede Wereldoorlog onder Stalin leed. Op 14 februari 1948 sprak de Sovjetleiding in de 17e order van de ministerraad een ban uit over het werk vanwege het pessimistische karakter (in hun ogen dan). Vanaf toen moest Mjaskovski net als collega-componisten nog meer op zijn tellen passen.

## Discografie
Zestig jaar later is er nog maar één opname van dit werk, dat in drie verschillende edities is uitgekomen:
- Academisch Symfonieorkest van de Russische Federatie o.l.v. Jevgeni Svetlanov ( Melodiya SUCD 10 00474 / Olympia 736 / Warner 2564 69689-8)